# Schlacht um Jerusalem (1917)
1915: Suezkanal
1916: Romani – Magdhaba
1917: Rafah – Gaza (1) – Gaza (2) – Patt an der Palästinafront – Beerscheba – Tel el Khuweilfeh – Gaza (3) – El Mughar – Jerusalem
1918: Jericho – Tell ’Asur – Jordan (1) – Jordan (2) – Abu Tellul – Megiddo
In der Schlacht um Jerusalem (türkisch Kudüs Muharebesi) während des Ersten Weltkriegs kämpften britische Truppen ab 19. November 1917 gegen osmanische und deutsche Truppen. Die Übergabe der religiös wichtigen Stadt Jerusalem an die Engländer erfolgte am 9. Dezember und brachte den Osmanen in der arabischen Welt einen schweren Prestigeverlust.

## Hintergrund

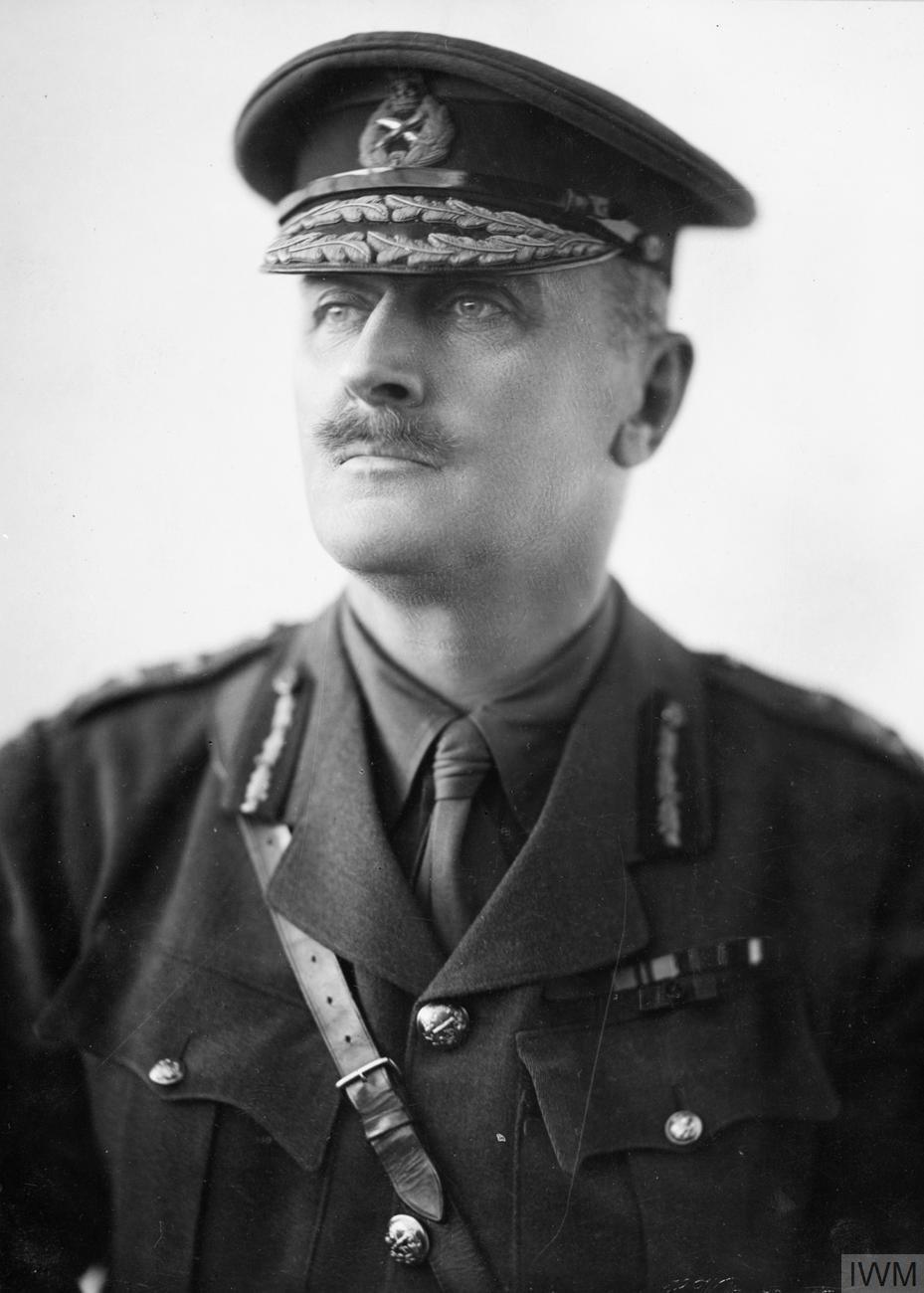
Generalleutnant Edmund Allenby

Am 27. Juni 1917 war Generalleutnant Edmund Allenby zum Kommandeur der britischen Truppen in Palästina (Egyptian Expeditionary Force) ernannt worden. Er hatte General Archibald Murray abgelöst, dessen mehrfache Angriffe auf die Gaza-Linie bisher gescheitert waren.
Mitte Juli 1917 übernahm General Erich von Falkenhayn auf Bitten der osmanischen Heeresleitung unter Enver Pascha die Führung der Heeresgruppe F, deren Kräfte sich in Syrien versammelten. Nach langen Auseinandersetzungen mit der türkischen Führung wurde Falkenhayn am 7. September aber zum Oberbefehlshaber der osmanischen 7. und 8. Armee in Palästina ernannt.
- Osmanische 7. Armee: General Mustafa Kemal
  - III. Korps: General Mustafa İsmet Pascha
  - XX. Korps: General Ali Fuat Bey
- Osmanische 8. Armee: General Ismail Cevat Pascha
  - XXII. Korps: General Refet Bey
  - Asien-Korps Generalmajor von Frankenberg und Proschlitz

Am Morgen des 31. Oktober begannen die Briten an der Palästinafront eine lange vorbereitete Großoffensive mit einem Überraschungsangriff auf Beerscheba durch das XX. und Desert Mounted Corps. In den folgenden Tagen kam es zur Dritten Schlacht um Gaza, das von den osmanischen Truppen stark befestigt worden war. Am 7. November 1917 nahmen die Briten die Stadt Gaza ein und durchbrachen das Stellungssystem der Gaza-Linie. Daraufhin brach der osmanische Widerstand zusammen, bei den folgenden Rückzugskämpfen verlor die geschlagene Armee tausende Soldaten als Gefangene.
Am 11. November wurde die türkische 8. Armee zunächst auf die Linie Jebna – Katra zurückgenommen, das Hauptquartier der Heeresgruppe wurde von Jerusalem nach Nablus zurückgezogen. Am 13. November gelang es den Briten die gegnerische Front bei Zernuka (Zarnuqa) zu durchbrechen, die osmanische 8. Armee wurde auf die Linie Jaffa – Wadi Nusra und die 7. Armee auf die Linie Ramlah – Jerusalem zurückgedrängt. Die türkische 19. Infanterie- und die 3. Kavallerie-Division leistete den Verfolgern südlich Hebron und bei Bet Dschibrin (Bet Guvrin) die Abwehrkämpfe. Die 7. Armee verblieb mit dem linken Flügel im Raum südwestlich von Hebron an der Linie Dura – Jutta verankert, das XX. Korps unter Ali Fuad Bey ging auf das Hochland von Judäa zurück und übernahm die Verantwortung für die Verteidigung Jerusalems, während das III. Corps unter Ismet Pascha im Raum Bet Schemesch und in nördlicher Richtung die Straße nach Nablus verteidigte. Auf Jerusalem selbst lastete zunächst kein direkter wesentlicher Druck, weil General Allenby die Stadt möglichst vom Krieg verschonen wollte.

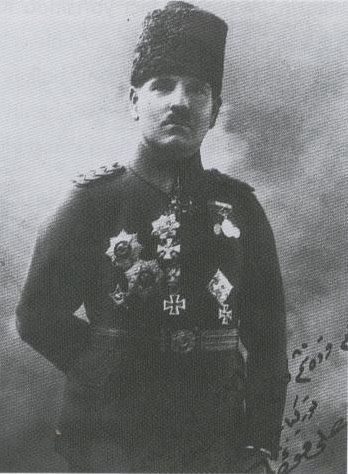
Ali Fuat Pascha

Die Front der osmanischen Heeresgruppe verlief scharf von Nordwest nach Südost, nachdem die schwer geschlagene 8. Armee dem englischen Druck zur Küste des Mittelmeeres viel tiefer nachgegeben hatte. Dadurch war die westliche Flanke der 8. Armee überdehnt und forderte die Engländer direkt auf, ihren Angriff hier anzusetzen. Am 16. November konnte das Desert Mounted Corps mit der New Zealand Mounted Rifles-Brigade unter General Meldrum Jaffa besetzen und den Hafen nach dem Aufbau der ungenügenden Infrastruktur für den Nachschub nutzen. Zwischen Gaza und Beit Hanun waren die Küstenstraßen zusätzlich durch Verwehungen stark versandet. Alle verfügbaren Lastwagen und Kamele wurden in Konvois organisiert und brachten vorläufig den benötigten Nachschub entlang der Straße von Gaza zum Endbahnhof al-Mejdel (heute zu Aschqelon) der osmanischen Militärbahn at-Tina–Küste bei Dair al-Balah.
Jerusalem liegt geografisch zwischen dem tiefliegenden Toten Meer und dem Mittelmeer und war nach Süden – zum Negev hin – durch das Hochland von Judäa geschützt. Das Hochland Judäas erstreckte sich mit dem nordwärts anschließenden Hochland von Samaria auf etwa 120 Kilometer Länge und durchschnittlich 40 Kilometern Breite und bot gute Verteidigungsmöglichkeiten. Die Höhen schwanken zwischen 900 Meter über bis 400 Meter unter dem Meeresspiegel. Östlich davon verläuft das tiefliegende Jordantal, das bis 370 Meter unter den Meeresspiegel absinkt. Die Entfernung des Jordans von den Gipfeln der Hügelkette von Judäa beträgt zwischen 13 und 19 Kilometer. Der Tag- und Nachtwechsel bringt in diesem Hochland große Temperaturschwankungen mit sich.

## Britische Truppengliederung

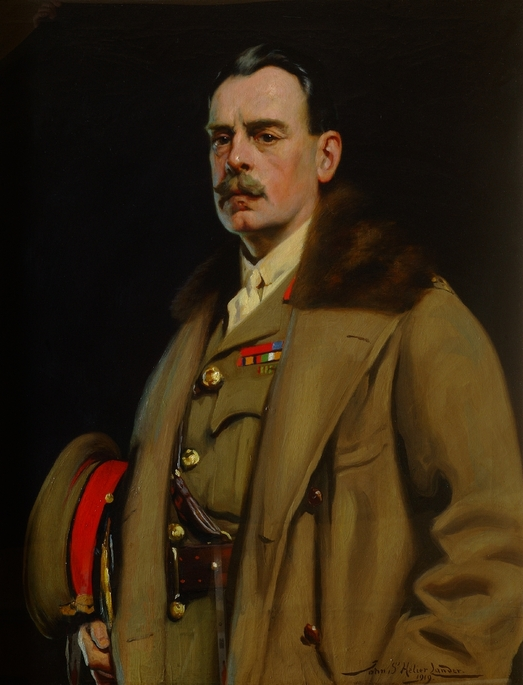
Generalleutnant Sir Philip Chetwode

Die Kämpfe um die Stadt Jerusalem begannen ab 17. November 1917, die Angriffe an der Küste wurden fortgesetzt, die Umfassung der Stadt wurde von Westen her und gegen das Hochland von Judäa geführt. Allenbys Streitmacht trat mit folgender Gliederung zum Angriff an:
Linker Flügel: Desert Mounted Corps (Lieutenant General Harry Chauvel)
- Anzac Mounted Division (Major General Edward Chaytor)
- Australian Mounted Division (Major General H. W. Hodgson)
- Imperial Camel Corps (Brigadier General C. L. Smith)

Rechter Flügel: XXI Corps (Lieutenant General Sir Edward Bulfin)
- 52nd (Lowland) Division (Major General J. Hill)
- 54th (East Anglia) Division (Major General S. W. Hare)
- 75th Division (Major General P. C. Palin)
- Yeomanry Mounted Division (Major General G. de S. Barrow)

Negev-Gruppe: XX Corps (Lieutenant General Sir Philip Chetwode)
- 10th (Irish) Division (Major General J. R. Longley)
- 53rd (Welsh) Division (Major General S. F. Mott)
- 60th (London) Division (Major General Sir J. S. M. Shea)
- 74th (Yeomanry) Division (Major General E. S. Girdwood)

## Die Schlacht

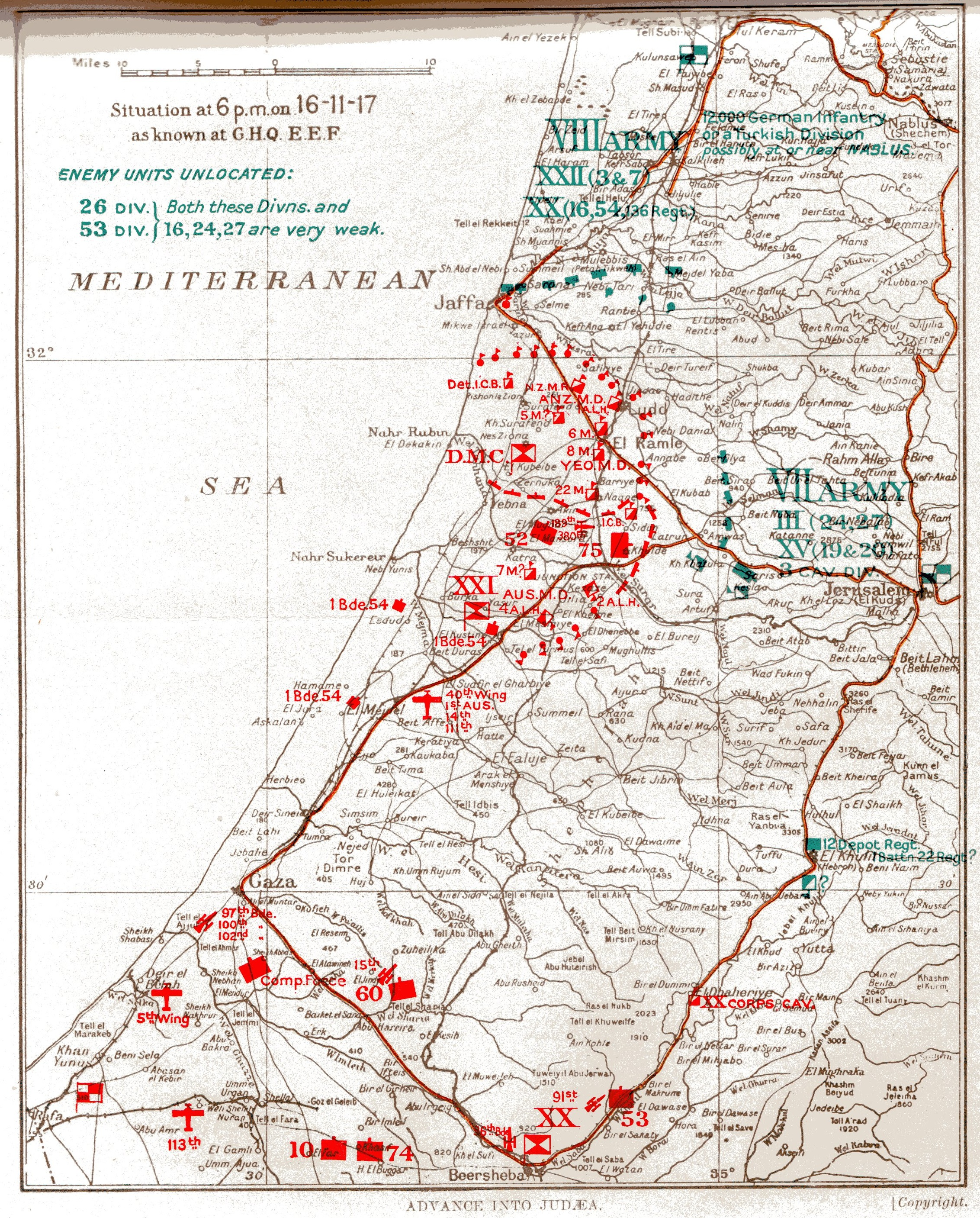
Britische Lagekarte für die Palästinafront vom 16. November 1917

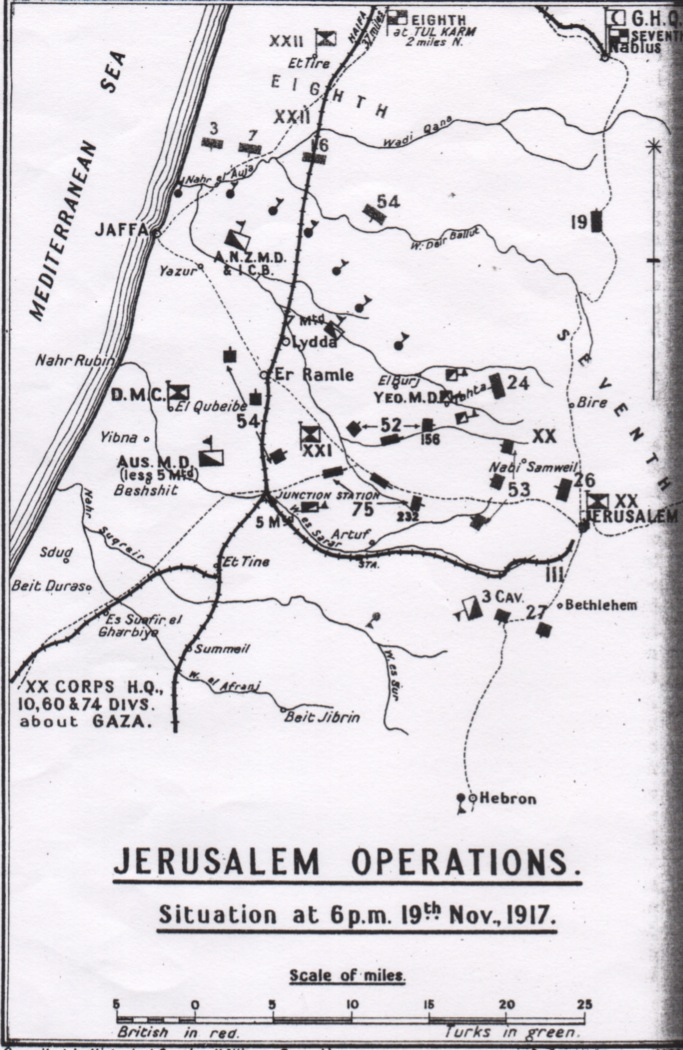
Gegenseitige Truppenkonzentration am 19. November 1917

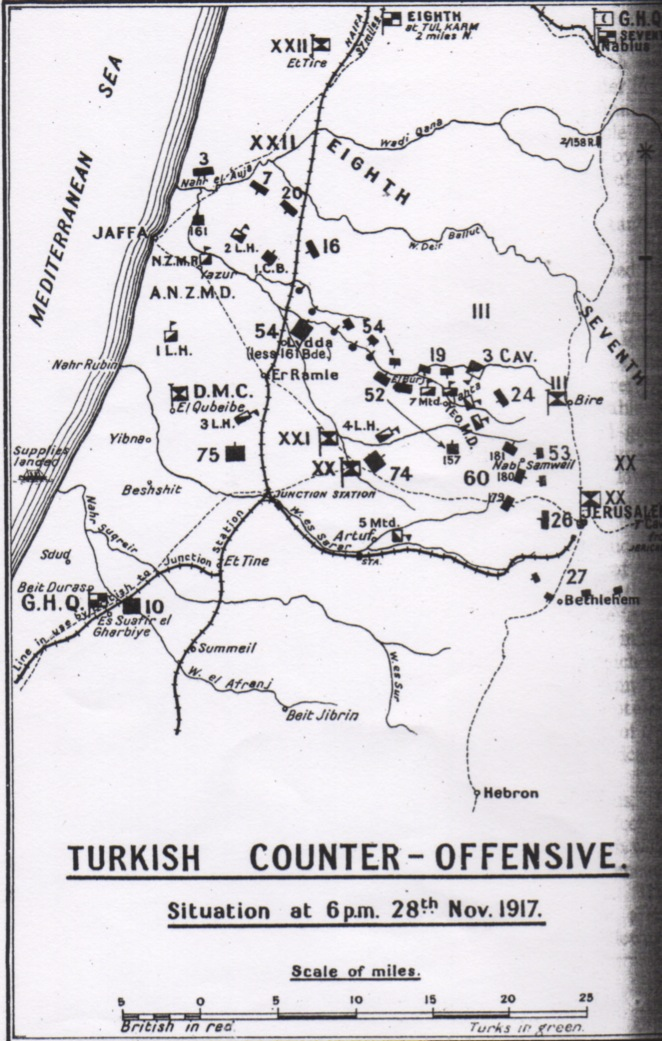
Lage am 28. November während der türkischen Gegenangriffe

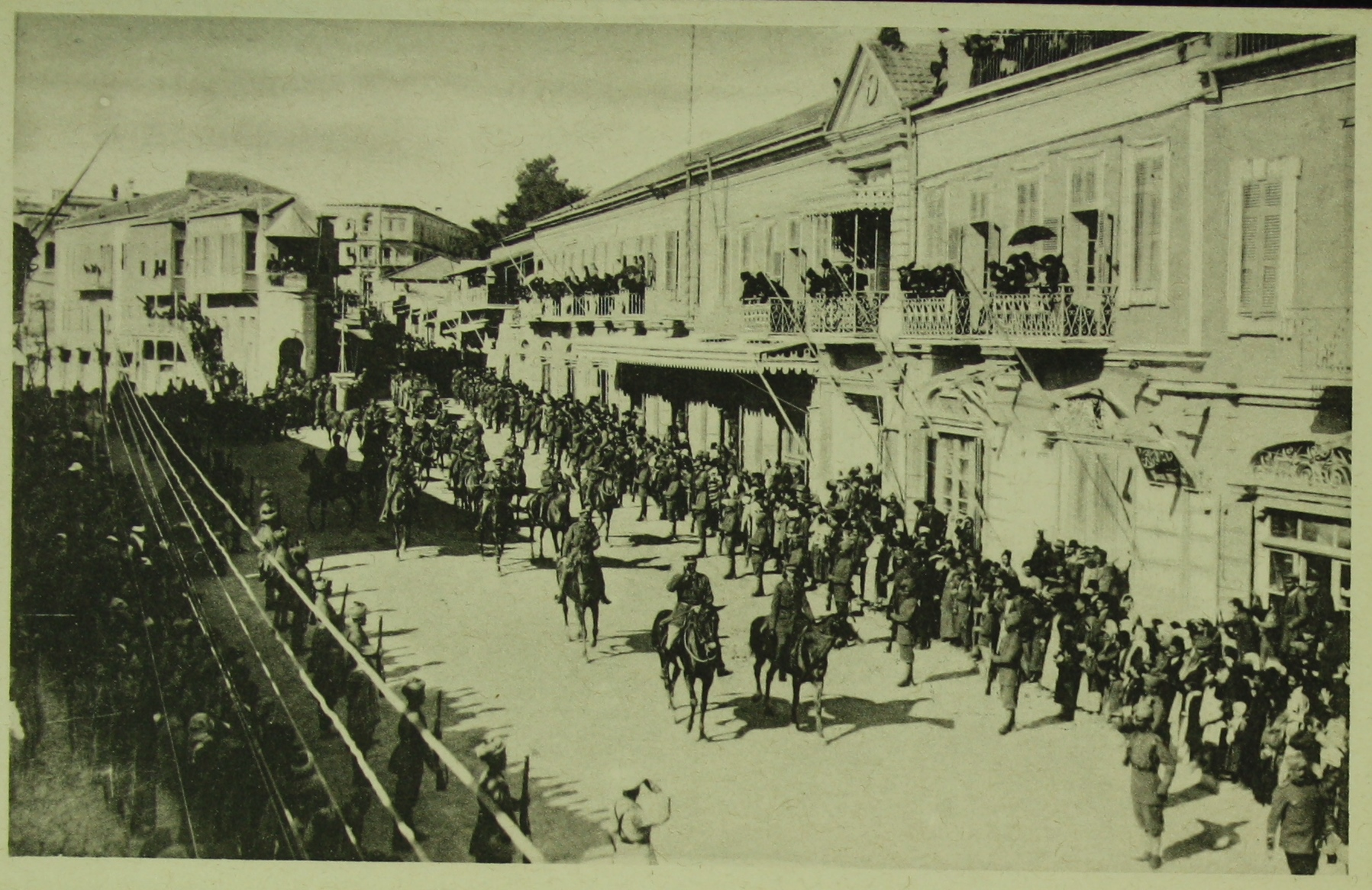
Britische Truppen marschieren durch Jaffastraße

Die türkische 7. Armee war zur Verteidigung des Raumes beiderseits Jerusalems eingesetzt, die linke Flanke wurde von der 3. Kavallerie-Division gedeckt. Die 27. Division deckte die Straße von Hebron nach Jerusalem. Die 53. Division des XX. Corps hielt sich in Stellungen bei Nabi Samwil, die 26. Division fungierte als Reserve. Die 19. und 24. Division verteidigten die Straße von Bireh nach Jerusalem und Nablus. Die türkische 8. Armee (Hauptquartier Tulkarem) entfaltete das XXII Corps mit der 3., 7. und 16. Division von der Küste südlich des Nahr al-ʿAudscha bis Lydda.
General Allenby leitete die Angriffsoperationen im Hauptquartier des XXI Corps in al-Kastine (al-Qasṭina). Zwei britische Infanteriedivisionen, die 52. und die 75. Division sowie zwei berittene Divisionen, die Yeomanry – und die Australische Mounted Division waren zum Hauptangriff in Richtung Jerusalem ausersehen. Am 18. November begann die 75. Division und die Australische Mounted Division ihren Angriff gegen die Hügelkette von Judäa. Links hatte die 52. Division über kleinere Straßen auf Lydda, die 75. Division hatte rechts davon über Amwas (Imwas bei Ramla) auf den Steigen von Bet-Horon vorzugehen. Links von der 52. Division eingesetzt, hatte die Australian Mounted Division nach Norden und Nordosten zu decken. Ihr Ziel war es die rückwärtigen Linien des Gegners bei Bireh, 13 km nördlich von Jerusalem abzuschneiden. Die Yeomanry Mounted Division (6., 8. und 20. und 22. Brigade) rückte über die alte Römerstraße nach Ramallah und durch Berfilya (heute zu Modiʿin) und Beit Ur al-Tahta Richtung Bireh vor. Im Süden hatte das XX Corps die 53. Division (Generalmajor Mott) auf der Straße von Beerscheba nach Norden vorzuschieben, Hebron und Bethlehem zu nehmen und nach Osten gegen türkische Flankenangriffe aus den Raum Jericho zu sichern.
Am Abend des 19. November folgte Regen, der in wenigen Stunden alle Wadis samt Ausläufer flutete, der Boden wurde glatt und hart, damit für die Truppe und Radfahrzeuge schwerer passierbar. In langen Kolonnen rückte die Yeomanry Mounted Division über Beit Ur al-Tahta durch das Hochland nach Osten vor. Am 21. November begannen von Norden her osmanische Verstärkungen wirksam zu werden, das aus den Raum Hebron abgezogene osmanische III. Korps begann bei Nabi Samwil stärkere Gegenangriffe zu führen. Der westliche Rand der Höhen von Zeitun westlich von Bireh wurde von 3000 türkischen Soldaten der 3. Kavalleriedivision und Teilen der 24. Division besetzt und durch mehrere Artilleriebatterien verstärkt. Die Türken zwangen die Yeomanry Division zum Rückzug auf die Westseite des Tales nach Beit Ur al-Fauqa.
An der Küstenebene wurde die 54. Division vorgezogen, um das Desert Mounted Corps bei zur Verteidigung der Linie Jaffa-Ludd zu verstärken. Die australischen Kavallerie-Patrouillen fühlten nach den Dörfern Shuqba und Shabtin vor, wo sich die Türken gegenüber auf den Höhen bei Deir al-Kuddis (Deir Qaddis) verschanzt hielten. Die australische und neuseeländische Mounted Division, von zwei Infanteriedivisionen unterstützt, besetzten vor dem Nahr al-ʿAudscha – Abschnitt die Linie Midieh über Hadrah bis asch-Schaich Muwannis.
Am 23. November wurde das Hauptquartier des XX Corps von Gaza an die Bahnknoten al-Tine (heute Qirjat Mal’achi) der osmanischen Militärbahnen al-Tina–Küste und Masʿūdiyya–Sinai im Wadi Surar vorverlegt, die 60. Division über Mejdel gegen die Höhen bei Latrun vorgezogen sowie die 74. Division bei Deir al-Belah etabliert. Die 5. Yeomanry Brigade der Australian Mounted-Division hatte vom 19. bis 27. November in Mejdel geruht, bevor sie auf Antrag von General Chauvel im Hochland bei der 60. (2/2. London) Division eingesetzt wurde. Die 3. Lighthorse-Brigade unter Generalmajor Lachlan Chisholm Wilson marschierte auf Berfilya (3,2 km westlich von al-Burj) während die 4. Lighthorse-Brigade unter Brigadegeneral William Grant bei Beit Ur al-Tahta eingesetzt wurde.
Am 28. November übernahm General Chetwode die Befehlsführung vor Jerusalem vom XXI Corps, dessen Divisionen bis 7. Dezember nacheinander an linken Flügel an die Küste verschoben wurden. Ein Gegenangriff der türkischen 19. Division auf die Stellungen der englischen 157. Brigade bei Beit Ur al-Tahta und gegen die 3. Lighthorse-Brigade im Nordosten von al-Burj wurde verlustreich abgeschlagen. Am 3. Dezember konnte das Royal Devon Regiment der 74. Yeomanry-Division den Türken Beit Ur al-Fauqa entreißen. Am nächsten Tag wurde das Imperial Camel Corps vor der Höhe 265 durch die New Zealand-Rifles Brigade abgelöst, der Gegner zog sich über Yebna nach Shellal zurück. In der gleichen Nacht löste die 10. Division die 229. und 230. Brigaden der 74. Division ab. Die 231. Brigade der 74. Division verstärkte die abgekämpfte Teile der 60. Division bei Beit Izza (Beit Idschsa) und Nabi Samwil. Schließlich übernahm die 74. Division die Linie südlich von Abdul Aziz bis südöstlich von Beit Surik.
Am 7. Dezember erging vom Hauptquartier der türkischen 7. Armee der Befehl an die Truppen des XX. Korps, Jerusalem zu räumen.
Das deutsche Oberkommando verließ sein bisheriges Hauptquartier im Evangelischen Hospiz auf dem Ölberg und zog sich auf Nazareth zurück.

## Folgen

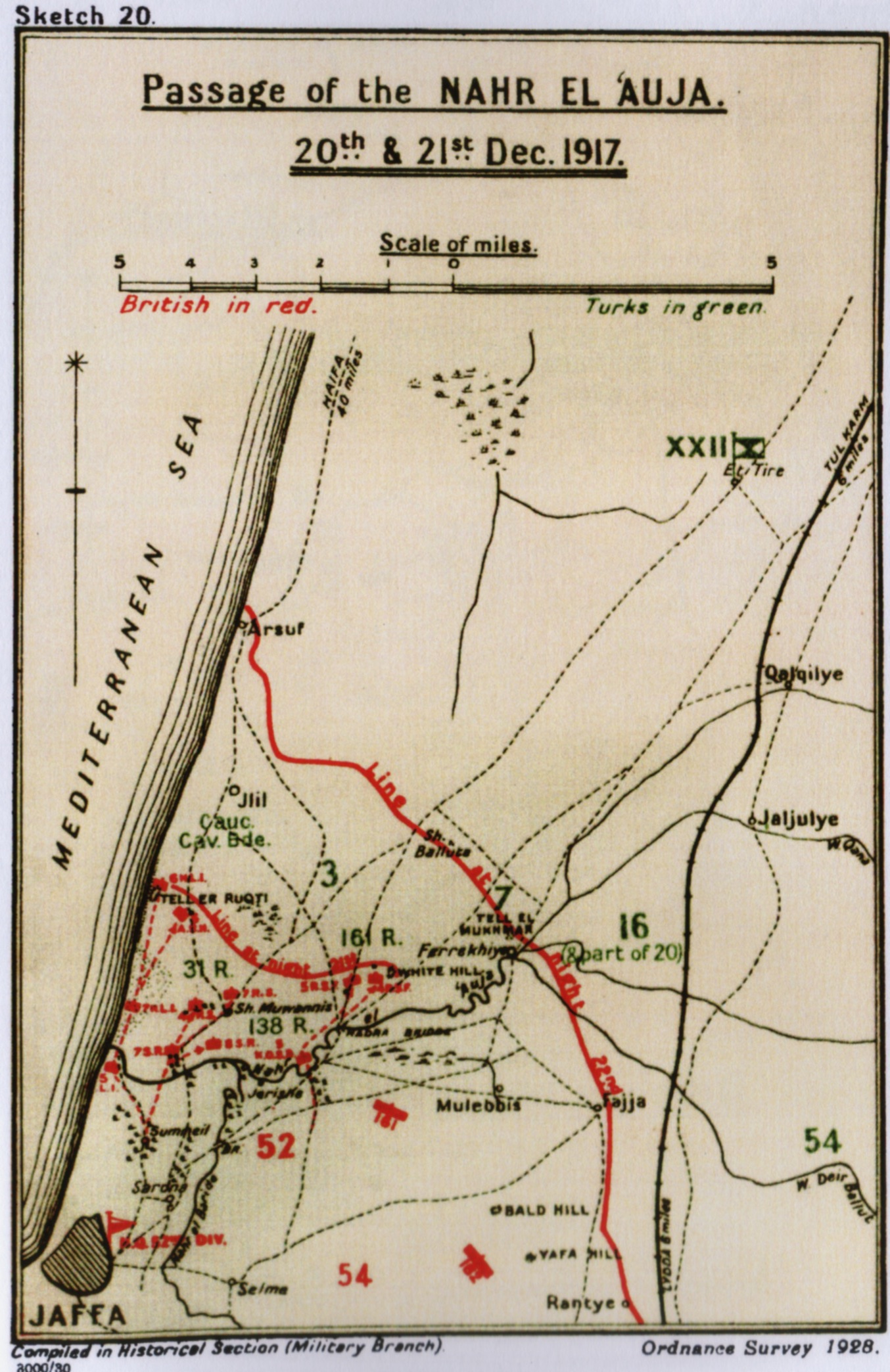
Skizze zur Schlacht nördlich von Jaffa, 20. und 21. Dezember 1917

Die Kapitulation Jerusalems erfolgte am 9. Dezember 1917. Der Bürgermeister von Jerusalem, Hussein al-Husseini begab sich mit mehreren Würdenträgern zu den Vorposten der britischen 60. Division, um die Kapitulation der Stadt anzubieten. Generalmajor Shea ließ die 180. Brigade unter General Watson in die Stadt einrücken und erklärte das Kriegsrecht. General Allenby ließ die Kapitulation für seine Person wiederholen und nahm kluge Rücksicht auf die Anliegen der Bevölkerung und die religiöse Bedeutung der Stadt. Am 11. Dezember zog Allenby nicht an der Spitze einer motorisierten Kolonne, sondern zu Fuß in die Heilige Stadt ein, die von einer 400-jährigen osmanischen Herrschaft „befreit“ wurde. Für England war die Einnahme Jerusalems ein Ausgleich für die gleichzeitig wenig erfolgreichen Angriffe gegen die deutschen Truppen an der Westfront.
Allenby wollte nach der Sicherung Jerusalems noch vorrangig seinen Nachschubhafen Jaffa gesichert wissen. Schon am 7. Dezember eröffnete das verstärkte britische XXI Corps unter Generalleutnant Bulfin die Schlacht bei Jaffa. Drei Infanteriedivisionen (52., 54. und 75.) rückten unterstützt von der britischen Feldbahn Hafen Jaffa–Jenkin’s Hill an der Küstenebene nach Norden vor und drängten die türkische 3. Division bis 20. Dezember weit über das nördliche Ufer des Nahr al-ʿAudscha zurück. Die Kämpfe selbst dauerten noch über den 30. Dezember 1917 hinaus.
Danach trat bis März 1918 ein Stillstand der Kampftätigkeit ein, mehrere Verbände wurden an die Westfront abgegeben, wo die deutsche Frühjahrsoffensive erwartet wurde.